# Costantino Testi
Costantino Testi (Ferrara, 1584 – Sant'Angelo Le Fratte, 30 gennaio 1637) è stato un vescovo cattolico italiano.

## Biografia
Figlio di Giulio e Margherita Calmoni e fratello del poeta Fulvio, appartenne all'Ordine dei frati predicatori.
Trasferitosi a Roma, venne nominato commissario del Sant'Uffizio e nel 1628 venne nominato vescovo di Campagna e Satriano.
Nel periodo napoletano abitò per lo più a Sant'Angelo Le Fratte, nella provincia di Basilicata. Nel 1631 celebrò un sinodo diocesano a Caggiano e l'anno successivo uno a Campagna.
Morì a Sant'Angelo Le Fratte il 30 gennaio 1637 e fu sepolto nella chiesa di Santa Maria Maggiore.

## Genealogia episcopale
La genealogia episcopale è:
- Arcivescovo Filippo Archinto
- Papa Pio IV
- Cardinale Giovanni Antonio Serbelloni
- Cardinale Carlo Borromeo
- Cardinale Gabriele Paleotti
- Cardinale Ludovico de Torres
- Cardinale Guido Bentivoglio
- Vescovo Costantino Testi, O.P.